# Saper

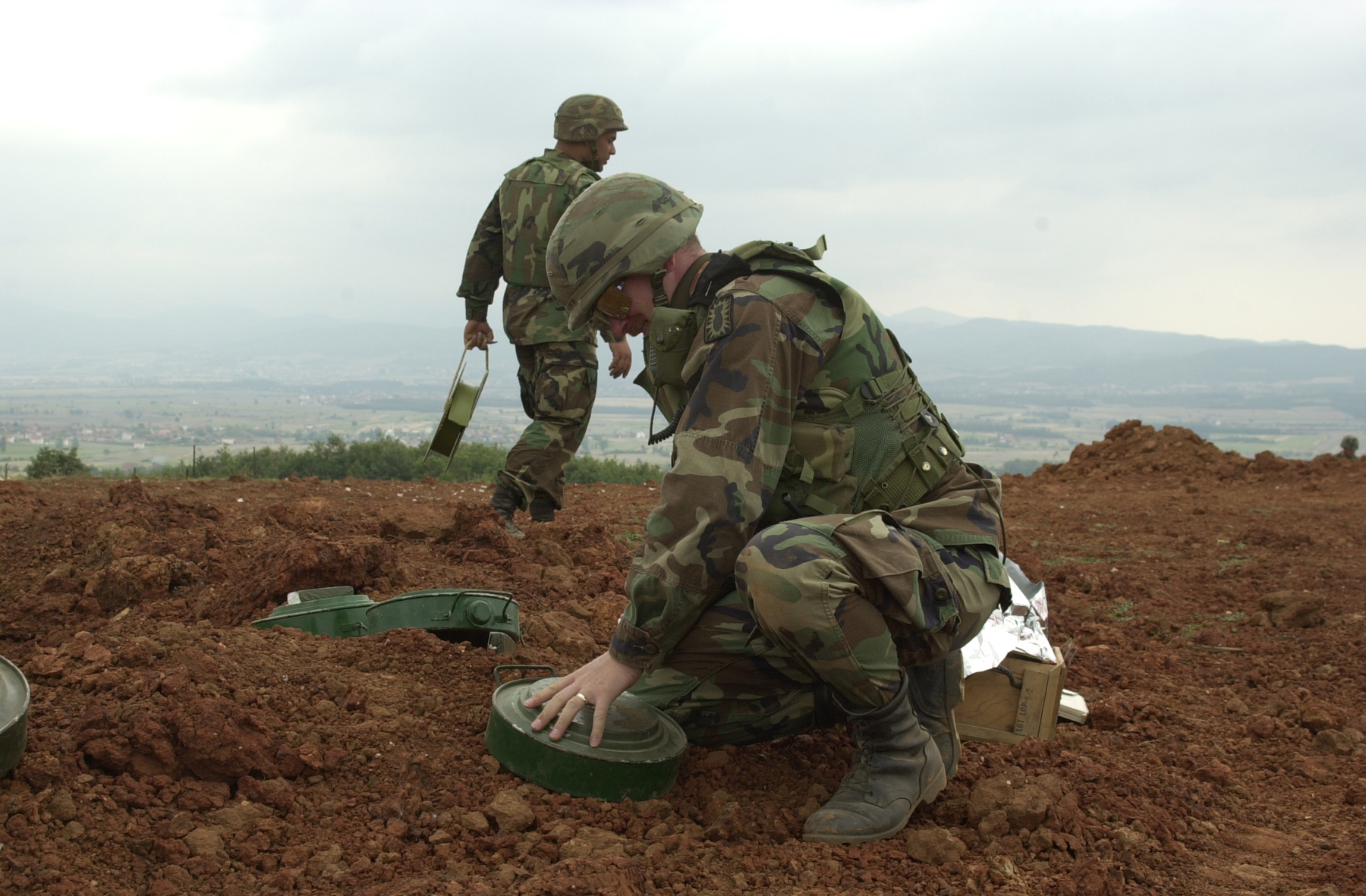
Amerykański żołnierz usuwający minę

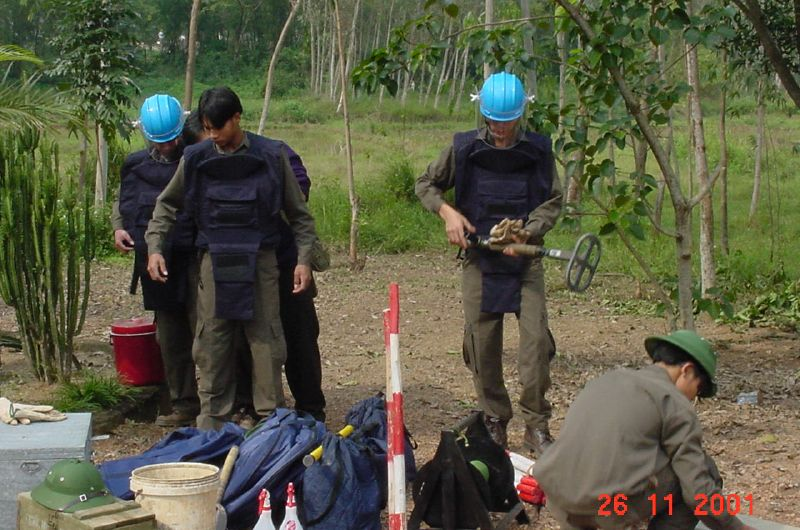
Usuwanie min w Wietnamie

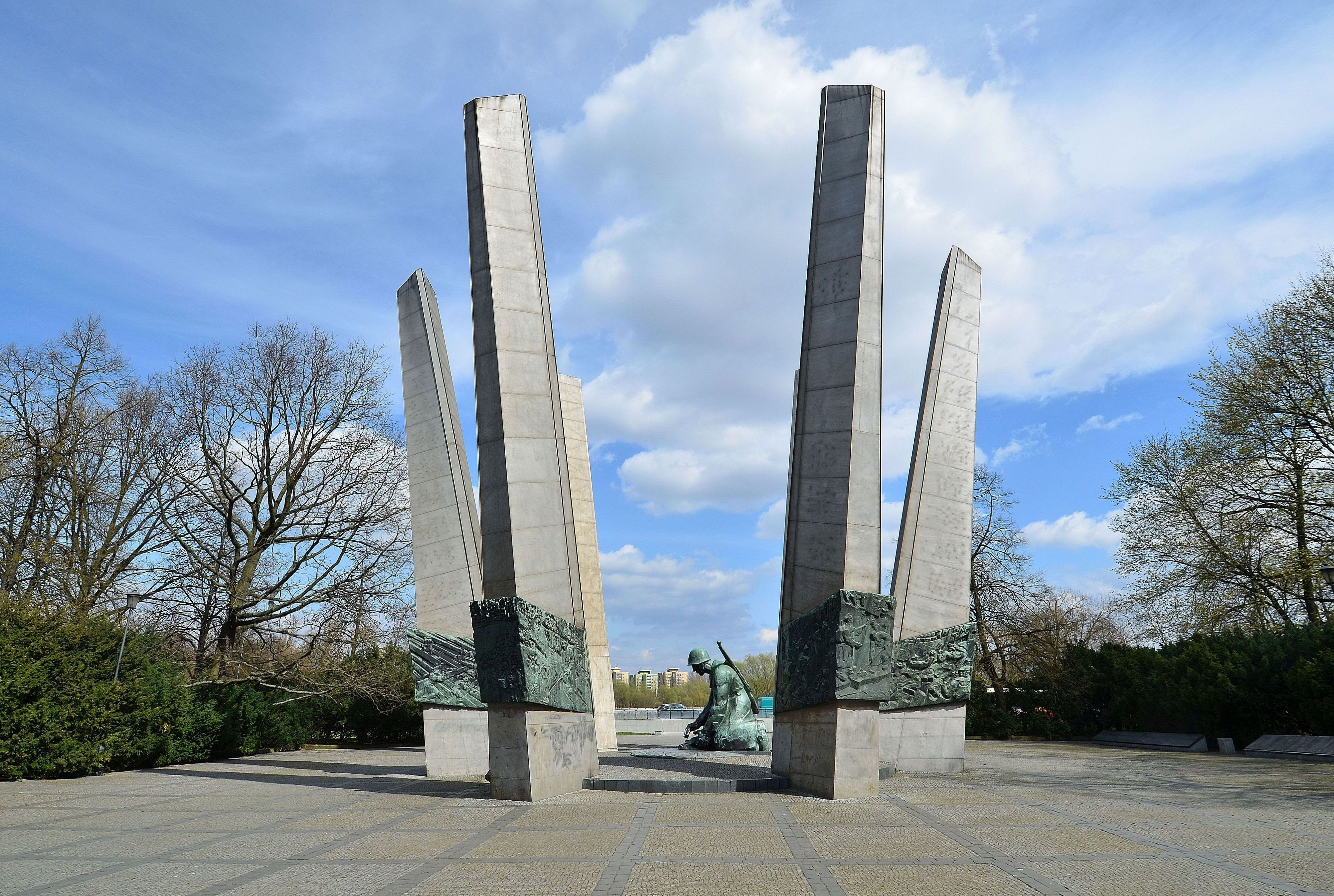
Pomnik Chwała Saperom w Warszawie

Saper – osoba zajmująca się zawodowo materiałami wybuchowymi, szczególnie ich rozbrajaniem. Istnieją specjalne formacje rozbrajania niebezpiecznych materiałów w wojsku oraz w policji. Formacją grupującą saperów w armii są pododdziały wojsk inżynieryjnych.

## Wojsko
Podstawowymi zadaniami saperów w wojskach inżynieryjnych jest rozminowanie terenu i obiektów, wysadzanie niewybuchów i niewypałów, oczyszczanie terenu z przedmiotów wybuchowych i niebezpiecznych. Obecnie do realizacji tych zadań jest wyznaczonych 39 patroli rozminowania i 2 Grupy Nurków Minerów.
Dawniej do głównych zadań saperów w wielu państwach należało także: minowanie terenu i obiektów, wysadzanie mostów, budynków i innej infrastruktury, zakładanie pułapek saperskich, usuwanie wraków oraz budowanie i rozbieranie fortyfikacji.
Wojsko Polskie obchodzi 16 kwietnia Dzień Sapera, święto ustanowione w 1946 roku w rocznicę forsowania linii Odry i Nysy Łużyckiej.

## Policja
W polskiej Policji funkcjonują zespoły minersko-pirotechniczne likwidujące zagrożenia powodowane np. samodziałowymi urządzeniami wybuchowymi, w szczególności tzw. domowej konstrukcji. Zespoły minersko-pirotechniczne znajdują się w strukturach Samodzielnych Pododdziałów Kontrterrorystycznych Policji (SPKP) w komendach wojewódzkich Policji. Ich działania wspomagają  tzw. NGRMP (nieetatowe grupy rozpoznania minersko-pirotechnicznego) tworzone w jednostkach terenowych policji, oraz specjalistyczne roboty mobilne, których zadaniem jest zdalne rozpoznanie i neutralizacja niebezpiecznych ładunków bez konieczności podchodzenia do nich ludzi. Pierwszą w Polsce sekcję pirotechników w Policji powołano do działania w 1990 roku.
W przypadku zagrożeń powodowanych wyrobami fabrycznymi np. pocisków, amunicji – do ich likwidacji w Polsce wzywane są pododdziały wojsk inżynieryjnych Wojska Polskiego.